# Ducati 899 Panigale
Ducati 899 Panigale – włoski motocykl sportowy produkowany przez firmę Ducati od 2014 roku. Jest mniejszą odmianą Ducati 1199 Panigale.

## Dane techniczne/Osiągi
Silnik: V2
Pojemność silnika: 899 cm³
Moc maksymalna: 148 KM/10750 obr./min
Maksymalny moment obrotowy: 99 Nm/9000 obr./min
Prędkość maksymalna: 270 km/h
Przyspieszenie 0–100 km/h: 3,6 s